# Ліма (музика)
Ліма (англ. limma) — музичний інтервал, піфагорійський аналог півтону, що має співвідношення частот:
{\displaystyle 2^{3}\cdot \left({\frac {2}{3}}\right)^{5}={\frac {256}{243}}\approx 90{,}22\;\mathrm {Cent} }
Ліма будується шляхом послідовного підвищення тону на 5 чистих квінт і зниження на 3 октави
Наприклад: C – G – D – A – E – H
Побудована в такий спосіб сі (H) лежить на ліму нижче від до (C). 
Велика ліма становить:
{\displaystyle {\frac {16}{15}}\cdot {\frac {8}{9}}={\frac {128}{135}}\approx 92{,}18\;\mathrm {Cent} }
У натуральному строї ліма виявилася необхідним доповненням до діатонічного півтону до повного тону.